# 約塞科 (內華達州)
約塞科（英語：Joseco）是位於美國內華達州林肯縣的鬼鎮。

## 歷史
約塞科的郵局於1916年設立，其後於1943年停運。

## 地理
約塞科所處的海拔為高於海平面1655米（即5430英呎），而該地所採用的時區為UTC-8，即太平洋时区（PST）。同時該地設有夏令時間，為UTC-8調快一小時，即UTC-7（PDT）。